# Davies Dome
Der Davies Dome ist ein flächenmäßig kleiner und 400 m hoher Eisdom mit felsigen Seitenflanken auf der James-Ross-Insel vor der Antarktischen Halbinsel. Er ragt südöstlich des Stoneley Point auf.
Das UK Antarctic Place-Names Committee benannte ihn 1988 nach Gwion (genannt „Taff“) Davies (1917–2005), allgemeiner Assistent bei der Operation Tabarin im Port Lockroy von 1943 bis 1944 und in der Hope Bay von 1944 bis 1945.